# 兔仔精
兔仔精是宜蘭枕頭山的兔仔妖怪。

## 傳說
枕頭山有兔仔死後，吸收日月精華變成妖怪，牠會毀壞田園作物，居民們不安，因此請王公追妖，追到園中央就消失無蹤，經神明指示，掘出兔仔骨，才收治妖怪。

## 其他
枕頭山還有類似的狸女傳說，一隻果子狸被燒死後變成女妖精，魅惑上山的男子，勾走魂魄，村民遂求助神明，後來在黑面媽祖指點處，掘出骨骸深埋，才降伏妖怪。